# Liste der Naturdenkmäler in Drensteinfurt
Die Liste der Naturdenkmäler in Drensteinfurt nennt die Naturdenkmäler in Drensteinfurt im Kreis Warendorf in Nordrhein-Westfalen.

## Naturdenkmäler
| Nummer | Bezeichnung                                | Lage | Bemerkung | Bild |
| ------ | ------------------------------------------ | --- | --------- | ---- |
| 2.3.1  | Baumgruppe (3 Winterlinden)                | nordöstlich von Drensteinfurt, südlich des Rosenweges, westlich der L 585 (51° 48′ 10,1″ N, 7° 44′ 39,8″ O)                    |           |      |
| 2.3.2  | Baumgruppe (7 Stieleichen)                 | in der Wiese „Waterkamp“ nordöstlich von Drensteinfurf (51° 48′ 6,8″ N, 7° 44′ 38″ O)                                          |           |      |
| 2.3.3  | Stieleiche                                 | in der Wiese „Waterkamp“ nordöstlich von Drensteinfurt (51° 48′ 5″ N, 7° 44′ 35,2″ O)                                          |           |      |
| 2.3.4  | Baumgruppe (2 Rotbuchen, 5 Stieleichen)    | am Nordrand der Wiese „Waterkamp“ (51° 48′ 10,1″ N, 7° 44′ 37″ O)                                                              |           |      |
| 2.3.5  | Allee (26 Winterlinden)                    | nordöstlich von Drensteinfurt (Zugang zur Loretto-Kapelle) (51° 48′ 13″ N, 7° 44′ 53,2″ O)                                     |           |      |
| 2.3.6  | Baumgruppe (2 Stieleichen)                 | nordöstlich von Drensteinfurt am Eingang der Loretto-Kapelle (51° 48′ 14″ N, 7° 44′ 53,9″ O)                                   |           |      |
| 2.3.7  | Baumgruppe (2 Eschen)                      | am Haus Riepensell (51° 47′ 44,2″ N, 7° 47′ 35,2″ O)                                                                           |           |      |
| 2.3.8  | Stieleiche                                 | in der Bauernschaft Eickendorf, südlich der Werse in der Weide „Nienkamp“ ()                                                   |           |      |
| 2.3.9  | Stieleiche                                 | im Park des Hauses Venne in der Nähe der Eibengruppe (51° 45′ 45″ N, 7° 43′ 50,9″ O)                                           |           |      |
| 2.3.10 | Rotbuche                                   | in der Nähe des Teiches im Park von Haus Venne (51° 45′ 42,8″ N, 7° 43′ 50,2″ O)                                               |           |      |
| 2.3.11 | Sommerlinde                                | im Wald am Zugang zum Haus Venne (51° 45′ 43,9″ N, 7° 43′ 49,1″ O)                                                             |           |      |
| 2.3.12 | Baumgruppe (3 Rotbuchen, 2 Eiben)          | im Park des Hauses Venne an der Südost-Seite und Südost-Ecke des Gartens der alten Försterei (51° 45′ 42,8″ N, 7° 43′ 54,8″ O) |           |      |
| 2.3.13 | Baumgruppe (1 Rotbuche, 1 Eibenbaumgruppe) | im Park des Hauses Venne (51° 45′ 43,9″ N, 7° 43′ 50,9″ O)                                                                     |           |      |
| 2.3.14 | Baumgruppe (3 Winterlinden)                | an der Gräfte im Park von Haus Venne (51° 45′ 43,9″ N, 7° 43′ 48″ O)                                                           |           |      |
| 2.3.15 | Flatterulme an einem Bildstock             | Walstedde, südlich von Ameke am Wegekreuz ()                                                                                   |           |      |
| 2.3.16 | Stieleiche                                 | Walstedde, östlich des Naturschutzgebietes „Kurricker Berg“ (51° 44′ 11″ N, 7° 46′ 3″ O)                                       |           |      |